# Difenylamin
Difenylamin, eller fenylanilin, bildar färglösa kristaller som kan vara gulaktiga på grund av föroreningar. Den är olöslig i vatten, men lättlöslig i etanol, eter eller bensen. Den framställs genom termisk deanimering av anilin.
Ämnet har antioxidanta egenskaper som gör det lämpligt som skyddande medel för färsk frukt. Det används också till framställning av anilinfärger, samt som reagensmedel för salpetersyra och salpetersyrlighet.